# Here with Me
Here with Me este single-ul de debut al interpretei de origine engleză, Dido. Melodia este primul single extras de pe albumul No Angel.